# Dick Turpin's Ride
Dick Turpin's Ride é um filme de aventura produzido nos Estados Unidos, dirigido por Ralph Murphy e lançado em 1951.